# یوزی گال

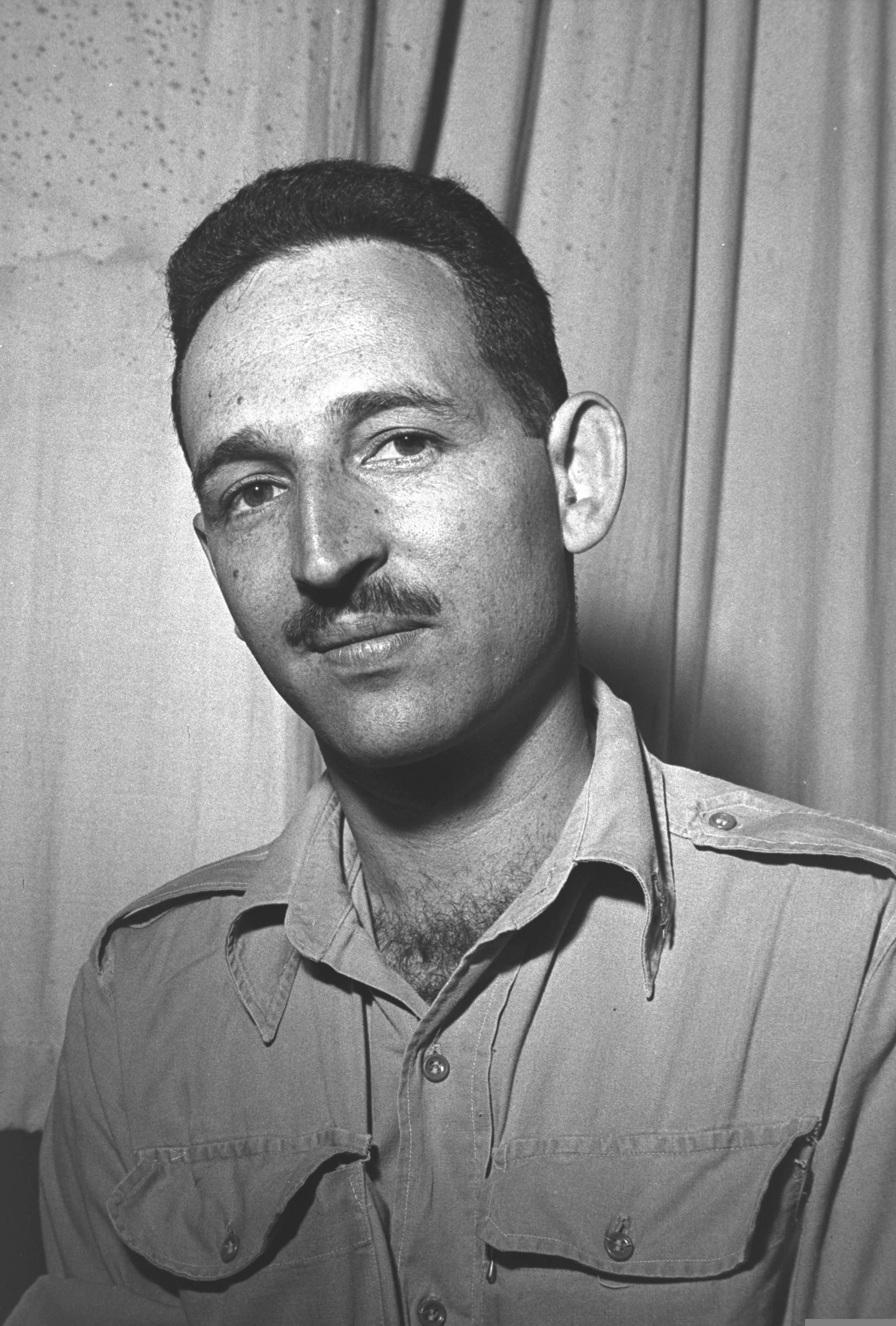
یوزی گال

یوزی گال (به عبری: עוזיאל "עוזי" גל)‎ پیش‌تر: Gotthard Glass ‏ (زاده ۱۹۲۳ میلادی - درگذشت ۲۰۰۲ میلادی و ۱ تیشری ۵۷۳۴ عبری)، یک اسرائیلی متولد آلمان و مخترع مسلسل یوزی بود که جنگ‌افزار خود را در سال ۱۹۴۸ میلادی، برای اولین بار طراحی کرد. یوزی گال بر طبق وصیتش، امتیاز سلاح یوزی را به وزارت دفاع اسرائیل وقف کرد.
یوزی گال تا آخرین روزهای زندگی‌اش به طراحی اسلحه می‌پرداخت. وی نهایتاً در سال ۲۰۰۲ میلادی، وبر اثر عارضه سرطان درگذشت.